# ليو ليما
ليوناردو ليما دا سيلفا أو ببساطة ليو ليما ((بالإنجليزية: Léo Lima)؛ مواليد 14 يناير 1982 في ريو دي جانيرو) لاعب كرة قدم برازيلي. يجيد اللعب في مركز الوسط الهجومي مع نادي النصر في دوري الخليج العربي الإماراتي.